# Saint-Félix-de-Lodez
Saint-Félix-de-Lodez è un comune francese di 1 155 abitanti situato nel dipartimento dell'Hérault nella regione dell'Occitania.

## Società

### Evoluzione demografica
Abitanti censiti